# Chojno (powiat rawicki)
Chojno – wieś w Polsce położona w województwie wielkopolskim, w powiecie rawickim, w gminie Pakosław.

## Podział wsi
| SIMC    | Nazwa    | Rodzaj    |
| ------- | -------- | --------- |
| 1008357 | Zapłocie | część wsi |

## Historia
Wieś historycznie należała do Wielkopolski. Ma metrykę średniowieczną i jest notowana od początku XIV wieku. Po raz pierwszy wymieniona została w łacińskojęzycznym dokumencie z 1310 pod nazwą Choino, 1417 Choyno, 1491 Choyna.
Tereny wsi były jednak zasiedlone wcześniej niż podają to archiwalne, historyczne zapisy. Archeolodzy odkryli o 1,5 km na południe od wsi osadę datowaną szacunkowo na ok. 800 – ok. 1250 oraz na północ na wzniesieniu przy wiatraku niedatowane cmentarzysko.
Miejscowość była wsią szlachecką należącą do lokalnej szlachty wielkopolskiej Chojeńskich, którzy w XV wieku od nazwy wsi utworzyli własne odmiejscowe nazwisko, a później taże do Kuklinowskich, Ziółkowskich, Sławoszewskich, Błożejewskich. W 1310 wieś należała do dystryktu Poniec, a w 1491 leżała w powiecie poznańskim Korony Królestwa Polskiego. W 1510 leżała w parafii Czesram.
W 1436 Jurga, Jerzy Chojeński zapowiedział w sądzie ziemskim drogi, pastwiska, tereny łowieckie i wszelkie pożytki z dziedzin leżących koło Rawicza – Sierakowa i Szymanowa oraz z Chojna. W 1426 właścicielem we wsi był Adam z Chojna, a w 1427 Mikołaj Chojeński. W 1471 Mikołaj Kuklinowski zapisał swojej żonie Małgorzacie po 60 grzywien posagu i wiana na części Chojna, którą zakupił od Jadwigi Kawieckiej oraz na połowie inwentarzy w Kuklinowie. W 1496 Jan Chojeński zapisał żonie Annie po 150 grzywien posagu i wiana na częściach wsi Chojno i Golejewko. W 1496 zakupił on część wsi od Wojciecha Kuklinowskiego dziedzica sławoszewskiego, a inną część odziedziczył po babce Katarzynie Chojeńskiej za 100 grzywien. Tego samego roku Wojciech Sławoszewski dał bratu Andrzejowi 1/3 Kuklinowa w powiecie pyzdrskim w zamian za część Sławoszewa oraz za 1/3 Chojna. W 1509 Jan Chojeński kupił od Jana Ziółkowskiego część macierzystą w Chojnie za 50 grzywien.
W 1510 we wsi Chojno było trzech panów: Jan Chojeński, który posiadał 14 łanów osiadłych oraz sołectwo, Jakub Chojeński mający 4 łany osiadłe oraz połowę łana opuszczonego oraz niejaki Błożejewski, który był właścicielem 3 łanów osiadłych oraz 8 łanów opuszczonych. W 1530 odnotowano pobór podatków we wsi od 7 łanów. W 1535 odnotowano 1,5 łana opuszczonego. W 1547 Jan Błożejewski z Chojna był w sporze z wojskim poznańskim Wojciechem Chojeńskim o Golejewko. W 1566 odnotowano we wsi pobór z 10,5 łana. W 1581 pobrano podatki z części Krzysztofa Chojeńskiego od 5 półłanków, jednego łana opuszczonego oraz od zagrodnika. Z części Jerzego Chojeńskiego natomiast pobrano podatek od 5 półłanków, dwóch zagrodników, młyna walnego o dwóch kołach wodnych. Natomiast z części Michała Chojeńskiego pobrano podatek z 5 półłanków.
Wieś szlachecka Choyno położona była w 1581 roku w powiecie kościańskim województwa poznańskiego w Rzeczypospolitej Obojga Narodów.
Po rozbiorach Polski miejscowość znalazła się w zaborze pruskim. W okresie Wielkiego Księstwa Poznańskiego (1815-1848) wzmiankowane były dwie miejscowości: Stare Chojno i Nowe Chojno. Obie leżały w okręgu sarnowskim w ówczesnym pruskim powiecie Kröben (krobskim) w rejencji poznańskiej. Stare Chojno stanowiło odrębny majątek, którego właścicielami byli wówczas (1846) Pomorscy. Natomiast majątek Nowe Chojno należał do Marcelego Czarneckiego i chłopów. Według spisu urzędowego z 1837 roku Stare Chojno liczyło 162 mieszkańców, którzy zamieszkiwali 20 dymów (domostw). Z kolei Nowe Chojno liczyło 238 mieszkańców w 23 domach.
Do 1954 roku istniała gmina Chojno. W latach 1975–1998 miejscowość należała administracyjnie do województwa leszczyńskiego.
Publikacja z 2009 roku podaje, że Chojno jest jedną z miejscowości występowania grupy Hazaków.
We wsi urodził się pisarz Tadeusz Becela.